# Niccolò Cecconi
Niccolò Cecconi (Florença, 1835 – Florença, 1902) foi um pintor italiano.

## Biografia
Filho de Giuseppe, pintor, em 1851 ele se matriculou nos cursos da Academia de Belas Artes de Florença . Ele foi conhecido por cópias de pinturas antigas, preservadas em museus florentinos e como pintor de retratos. Em 1879, ele fez uma cópia do Retrato de Galileu Galilei, pintado por Justus Sustermans e preservado nos Uffizi.
Em 1859, ele fez um retrato de Carlo Collodi de uniforme, que é mantido no Gabinete de Desenhos e Impressões dos Uffizi . Ele também escolheu pintar assuntos diferentes, como cenas de gênero, alegorias, assuntos religiosos e representações do gosto orientalista.
Contemporâneo de artistas como Giovanni Fattori, Silvestro Lega e Adriano Cecioni, que haviam estudado na mesma Academia, ele preferia olhar o purismo sienês do que os Macchiaioli. Juntamente com um grupo de pintores, ele abriu um estúdio em Florença, na via delle Belle Donne.
A partir de 1861, ele expõe suas pinturas em Florença, apreciadas pelo público por serem agradáveis, decorativas e brilhantes. Entre estes, Il fior d'amore (1871), As primeiras impressões (1872), Um artigo de Yorick (1880). Em 1883, exibiu o contrabaixo de seu tio em Roma e em 1884 esteve presente em Turim, na Exposição Geral, com a delicada pintura Alla mia regina.
O periódico Il Raffaello, em 1876, na p. 82, então ele se lembrou de um episódio que o viu protagonista:

### Outras obras dele
- Os cantores
- Uma proposta simples
- A virgem e a estrela
- Vênus e Cupido
- No poço
- Casa das Amazonas
- São Miguel Arcanjo rejeita o presente de Tobia
- Nascimento de Jesus, 1860
- As bolhas de sabão
- Oração, 1866